# Адиабатический градиент температуры
Адиабати́ческий градие́нт температу́ры — вертикальный градиент температуры в идеальном газе, находящемся в состоянии гидростатического равновесия в поле силы тяжести в адиабатических условиях.
Для жидкости или газа, находящемся в состоянии механического равновесия в поле силы тяжести справедливо уравнение гидростатики
{\displaystyle {\frac {dp}{dz}}=-\rho g,\qquad (1)}
где {\displaystyle p} — давление, {\displaystyle \rho } — плотность, {\displaystyle g} — ускорение свободного падения, {\displaystyle z} — вертикальная координата.
Идеальный газ подчиняется уравнению состояния Клапейрона — Менделеева
{\displaystyle pM=\rho RT,\qquad (2)}
где {\displaystyle M} — молярная масса, {\displaystyle R} — газовая постоянная, {\displaystyle T} — абсолютная температура.
Если в газе протекает адиабатический процесс, то для него справедливо также и уравнение Пуассона, которое в дифференциальной форме имеет вид
{\displaystyle {\frac {dp}{p}}=\kappa {\frac {d\rho }{\rho }}={\frac {\kappa }{\left(\kappa -1\right)}}{\frac {dT}{T}},\qquad (3)}
где {\displaystyle \kappa ={\frac {C_{p}}{C_{V}}}} — показатель адиабаты, {\displaystyle C_{p}} и {\displaystyle C_{V}} — удельные теплоёмкости газа соответственно в изобарном и изохорном процессах.
Объединяя уравнения (1), (2), (3) и учитывая соотношение Майера, получаем, что
{\displaystyle {\frac {dT}{dz}}=-{\frac {gM}{C_{p}}}.\qquad (4)}
Полученное значение вертикального градиента температуры и есть «адиабатический градиент температуры».
(В метеорологии направление вертикального градиента принято противоположным относительно направления градиента, определённого в математике. Соответственно величину {\displaystyle \gamma _{a}={\frac {gM}{C_{p}}}\approx {\text{9.8 K/km}}} называют «сухоадиабатический градиент» (температуры).)

## Условие возникновения конвекции
Считается, что если вертикальный градиент температуры в сухой атмосфере равен адиабатическому (4), то атмосфера находится в гидростатическом равновесии.
| В случае, если {\displaystyle {\frac {dT}{dz}}<-\gamma _{a},} то атмосфера стратифицирована неустойчиво — в ней развивается конвекция, |
| в случае, если {\displaystyle {\frac {dT}{dz}}>-\gamma _{a},} то атмосфера стратифицирована устойчиво — в ней конвекция подавляется.   |
Этот критерий является одним из фундаментальных принципов метеорологии.
Используя понятие потенциальной температуры {\displaystyle \ \theta ,} и учитывая, что
{\displaystyle {\frac {1}{\theta }}{\frac {d\theta }{dz}}={\frac {1}{T}}\left({\frac {dT}{dz}}+\gamma _{a}\right),\qquad (5)}
условие возникновения конвекции в атмосфере приводится также к виду
| если {\displaystyle {\frac {d\theta }{dz}}<0,} то атмосфера стратифицирована неустойчиво, |
| если {\displaystyle {\frac {d\theta }{dz}}>0,} то атмосфера стратифицирована устойчиво.   |